# Петруро Ирпино
Петру̀ро Ирпѝно (на италиански: Petruro Irpino) е село и община в Южна Италия, провинция Авелино, регион Кампания. Разположено е на 500 m надморска височина. Населението на общината е 367 души (към 2011 г.).